# Kanchiganahalli, Gubbi
Kanchiganahalli là một làng thuộc tehsil Gubbi, huyện Tumkur, bang Karnataka, Ấn Độ.